# 袋獅科
袋獅科（學名：Thylacoleonidae）為澳洲已滅絕的肉食性有袋類演化支，最著名的物種為劊子手袋獅（Thylacoleo carnifex），生存於漸新世晚期至更新世，體型較小的物種約與負鼠相當，體型較大的物種則可比擬豹或獵豹。袋獅科多為大型的樹棲性物種，相較之下，澳洲大多數的掠食者多為陸棲性，包括袋鼬目（僅有袋鼬屬演化成樹棲性物種，填補了由小型袋獅科物種滅絕後所空出的生態位）、巨蜥與馬氏鱷。
除了袋獅科外，有另一個有袋類演化支也是超級食肉動物－袋鼬目袋狼科，代表性的物種為於20世紀滅絕的袋狼。

## 描述

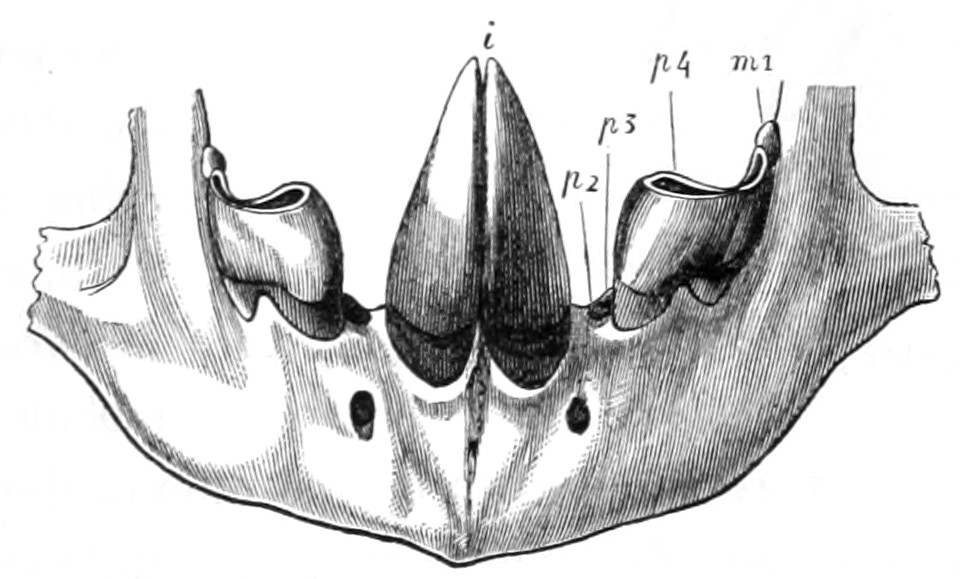
袋獅的下顎齒式復原圖，由歐文於1877年繪製

袋熊亞目雙門齒目於漸新世至中新世時具有多樣的輻射演化，屬於其中一個演化支的袋獅科演化成肉食動物，具有獨特的齒式用於殺死體型比牠們大的獵物。牠們的第三前臼齒具有像是園藝剪的切割面，在袋獅上尤其明顯，被歐文形容「是最殘暴與最具破壞性的掠食者野獸之一...」。袋獅科物種被認為是當地生態系最高營養級的頂級掠食者，較小型的物種主要棲息於樹上，較大型的物種則多於地面生活，體型約於犬或大貓相當。

## 生存年代
於漸新世晚期至中新世時期，袋獅科的微袋獅屬與小袋獅屬發現於中澳大利亞Pitikanta湖化石組至卡奔塔利亞灣南邊里弗斯利的北海岸，這裡以出土豐富的化石聞名。袋獅科最後的成員－生存至更新世的袋獅，也是本科最早被發現的物種，最早則出現於2,500萬年前。

## 分類學
袋獅科最早發表自西奧多·吉爾對於哺乳動物分類所做的著作，由史密森尼學會於1872年所出版。命名緣由來自該演化支下的由理察·歐文所命名的袋獅。
袋獅科現在被分類於袋熊亞目下，親緣關係最近的現存物種為無尾熊與袋熊。牠們於漸新世早期時發展出肉食性，並於中新世時隨著獵物增大體型。
2017年，比較斯考頓小袋獅的顱骨化石與其他袋獅科的完整樣本後，科學家針對各屬之間的關係做了些許修訂。該研究與修訂是由安娜·格里斯佩、麥克·阿奇爾與蘇珊·漢德完成，並包括了將一個新種及原先分類至Priscileo屬的物種重新分類至小袋獅屬。

### 分類
本科目前包含4屬：
- 地位未定

- 盆狀袋獅屬 Lekaneleo

- Lekaneleo roskellyae（中新世早期，里弗斯利）

- 微袋獅屬 Microleo

- 艾登堡微袋獅 Microleo attenboroughi（中新世早期）

- 小袋獅亞科（英语：Wakaleoninae） Wakaleoninae

- 小袋獅屬 Wakaleo

- Wakaleo pitikantensis（漸新世晚期）
- 斯考頓小袋獅 Wakaleo schouteni（漸新世晚期－中新世早期）
- Wakaleo oldfieldi（中新世早期－中新世晚期）
- Wakaleo vanderleuri（中新世中期－中新世晚期）
- Wakaleo alcootaensis（中新世晚期）

- 袋獅亞科（英语：Thylacoleoninae） Thylacoleoninae

- 袋獅屬 Thylacoleo

- Thylacoleo crassidentatus（上新世）
- Thylacoleo hilli（上新世）
- 劊子手袋獅 Thylacoleo carnifex（更新世）